# X Trianguli
X Trianguli är en kortperiodisk förmörkelsevariabel av Algol-typ (EA) i stjärnbilden Triangeln.
Stjärnan varierar mellan visuell magnitud +8,55 och 11,27 med en period av 0,9715352 dygn eller 23,31684 timmar.